# 曲道喜石海葵
曲道喜石海葵（学名：Phellia gausapata）为绿海葵科喜石海葵属的动物。分布于太平洋沿海，包括黄海、渤海等海域。